# Charles Geschke
Charles Matthew "Chuck" Geschke (Cleveland, Ohio; 11 de septiembre de 1939 - Los Altos, California; 16 de abril de 2022) fue un empresario e informático estadounidense. Fue más conocido como fundador de la empresa de software de gráficos y publicación Adobe, que cofundó junto a John Warnock en 1982.

## Primeros años
Charles Matthew Geschke nació en Cleveland, Ohio, el 11 de septiembre de 1939. Asistió a la escuela secundaria Saint Ignatius.
Geschke obtuvo una licenciatura en clásicos en 1962 y una maestría en matemáticas en 1963, ambos de la Universidad Xavier.  Enseñó matemáticas en la Universidad John Carroll de 1963 a 1968. En 1972, completó sus estudios de doctorado en ciencias de la computación en la Universidad Carnegie Mellon bajo el asesoramiento de William Wulf. Fue coautor del libro de 1975 de Wulf The Design of an Optimizing Compiler.

## Carrera
Geschke comenzó a trabajar en el Palo Alto Research Center (PARC) de Xerox en octubre de 1972. Su primer proyecto fue construir una computadora central. Posteriormente, trabajó en lenguajes de programación y desarrolló herramientas que se utilizaron para construir la estación de trabajo de Xerox Star.
En 1978, Geschke inició el Laboratorio de Ciencias de la Imagen en PARC y realizó investigaciones en las áreas de gráficos, óptica y procesamiento de imágenes. Contrató a John Warnock y juntos desarrollaron Interpress, un lenguaje de descripción de páginas (PDL) que podía describir formas tan complejas como los tipos de letra. Incapaces de convencer a la dirección de Xerox del valor comercial de Interpress, los dos abandonaron Xerox para iniciar su propia empresa.

### Adobe
Geschke y Warnock fundaron Adobe en el garaje de Warnock en 1982, nombrando a la empresa como Adobe Creek que corría detrás de la casa de Warnock. Interpress finalmente se convirtió en PostScript. Su uso en computadoras Apple resultó en uno de los primeros sistemas de autoedición (DTP), que permitía a los usuarios redactar documentos en una computadora personal e imprimirlos tal como aparecían en la pantalla. Debido a la alta calidad y velocidad a la que se podía imprimir, la innovación "generó toda una industria" en la impresión y publicación modernas.
Desde diciembre de 1986 hasta julio de 1994, Geschke fue el director de operaciones de Adobe, y desde abril de 1989 hasta abril de 2000 fue el presidente de la empresa. Geschke se retiró como presidente de Adobe en 2000, poco antes de que su socio Warnock dejara el cargo de director ejecutivo. Geschke también se había desempeñado como copresidente de la Junta de Adobe desde septiembre de 1997 a 2017.
Adobe fue mencionado en Forbes 400 Best Big Companies en 2009, y ocupó el puesto 1.069 en la lista Forbes Global 2000 en 2010.

## Secuestro de 1992
En la mañana del 26 de mayo de 1992, cuando Geschke llegaba para trabajar en Mountain View, California fue secuestrado a punta de pistola en el estacionamiento de Adobe por dos hombres, Mouhannad Albukhari, 26, de San José, y Jack Sayeh, 25, de Campbell. Un portavoz del FBI informó que la agencia había monitoreado las llamadas telefónicas que los secuestradores habían hecho a la esposa de Geschke, exigiendo un rescate. El portavoz agregó que Albukhari había sido arrestado después de haber recogido el rescate de $650,000 que la hija de Geschke había dejado en un punto de entrega. Un agente del FBI explicó que, "después de una discusión caballeresca", Albukhari los había llevado a un Bungaló en Hollister, donde Sayeh había tenido a Geschke como rehén. Geschke fue liberado ileso después de estar detenido durante cuatro días, aunque afirmó que lo habían encadenado. Los dos secuestradores finalmente fueron condenados a cadena perpetua en la prisión estatal. 

## Premios
En 1999, Charles Geschke fue admitido como miembro de la Association for Computing Machinery (ACM).
En 2002, fue nombrado miembro del Museo de Historia de la Computación por "sus logros en la comercialización de la autoedición con John Warnock y por las innovaciones en tipografía escalable, gráficos por computadora e impresión".
En octubre de 2006, Geschke, junto con el cofundador John Warnock, recibieron la Medalla de Logros AeA anual, lo que los convierte en los primeros ejecutivos de software en recibir este premio. En 2008 recibió el premio Computer Entrepreneur Award de la IEEE Computer Society. También ganó la Medalla Nacional de Tecnología e Innovación 2008, otorgada por el presidente Barack Obama. El 15 de octubre de 2010, la Sociedad Marconi co-otorgó a Geschke y Warnock el Premio Marconi.
El domingo 20 de mayo de 2012, Geschke pronunció el discurso de graduación en la Universidad John Carroll en University Heights, Ohio donde había sido profesor de matemáticas al principio de su carrera y recibió un Doctorado Honorario en Letras Humanitarias.

## Afiliaciones
Geschke sirvió en las juntas directivas de la Sinfónica de San Francisco, la Mesa Redonda de Liderazgo Nacional sobre Gestión de la Iglesia, el Commonwealth Club de California, Tableau Software, la Fundación Marítima Egan, y la Club de niños y niñas de Nantucket. También fue miembro del consejo asesor de ciencias de la computación en la Universidad Carnegie Mellon.
En 1995, fue elegido miembro de la Academia Nacional de Ingeniería. En 2008, fue elegido miembro de la Academia Estadounidense de Artes y Ciencias. En 2010, completó su mandato como presidente del Patronato de la Universidad de San Francisco. En 2012, fue elegido miembro de la American Philosophical Society.

## Vida personal
Geschke era católico, y conoció a su esposa Nancy "Nan" McDonough en una conferencia religiosa sobre acción social en la primavera de 1961. Se casaron en 1964. Ambos eran graduados de instituciones católicas. En 2012 recibieron el premio St. Elizabeth Ann Seton de la Asociación Nacional de Educación Católica (NCEA) por sus contribuciones a la educación católica.
La madre de Geschke era asistente legal de un tribunal de quiebras. Tanto el padre como el abuelo paterno de Geschke trabajaron como grabadores de fotografías tipográficas. El padre de Geschke ayudó durante los primeros días de Adobe comprobando el trabajo de separación de colores con la lupa de su grabador. Geschke describió el reconocimiento de su padre de la alta calidad de los patrones de medios tonos como "un momento maravilloso".
Geschke falleció el 16 de abril de 2021, a la edad de ochenta y un años. Le sobreviven su esposa y tres hijos.